# Kuej Chaj-čchao
Kuej Chaj-čchao (čínsky pchin-jinem Gui Haichao, znaky zjednodušené 桂海潮, tradiční 桂海潮; * listopad 1986) je čínský vědec, vysokoškolský učitel a první národní civilní kosmonaut, 602. člověk ve vesmíru. Od 30. května 2023 pobývá při svém prvním kosmickém letu na Vesmírné stanici Tchien-kung.

## Mládí a vzdělání, akademická kariéra
Narodil se v listopadu 1986 v okrese Š'-tien městské prefektury Pao-šan v čínské provincii Jün-nan. Na základní i střední školu chodil v Jao-kuanu, jednom z pěti měst okresu. V roce 2009 získal bakalářský a v roce 2014 doktorský titul v oboru leteckého inženýrství na Univerzitě Pej-čang v Pekingu (dříve Pekingská univerzita letectví a kosmonautiky).
V letech 2014 až 2017 byl postupně postdoktorandem na katedře věd o Zemi a vesmíru a inženýrství na York University v kanadském Torontu a na katedře leteckého a kosmického inženýrství Ryersonovy univerzity (od roku 2022 Toronto Metropolitan University). V roce 2017 se vrátil na Univerzitu Pej-čang a stal se docentem, mezi jeho výzkumné zájmy patří dynamika kosmických lodí, nelineární řízení a teorie odhadů s důrazem na aplikace v kosmických systémech.

## Kosmonaut
Na jaře 2018 se dozvěděl, že Čínský úřad pro pilotované vesmírné lety do vesmíru a Čínské středisko pro výcvik kosmonautů hledají kromě vojenských pilotů také civilní odborníky pro obsluhu a údržbu technických a vědeckých zařízení pro etapu využívání a rozšiřování čínské vesmírné stanice, okamžitě se přihlásil. Z 2 500 kandidátů přijatých po přezkoumání přihlášek bylo ve třístupňovém výběrovém řízení ukončeném v září 2020 přijato 18 kosmonautů. Byli mezi nimi i čtyři odborníci na užitečné zatížení včetně Kueje, který byl vybrán i přes svou mírnou krátkozrakost, kvůli níž nosí brýle, a jako jediný ze čtveřice měl vysokoškolské vzdělání. Oficiální přísaha nové skupiny kosmonautů se odehrála v den státního svátku 1. října 2020.

### 1. kosmický let
V červnu 2022 byl vybrán do posádky dlouhodobé mise Šen-čou 16, jejíž složení bylo zveřejněno den před startem.
K půlročnímu pobytu na Vesmírné stanici Tchien-kung se vydal 30. května 2023 v 01:31:13 UTC v lodi Šen-čou 16. Doprovázeli ho velitel Ťing Chaj-pcheng a specialista pro užitečné zatížení Kuej Chaj-čchao. Ke stanici se připojili sedm hodin po startu v 08:29 UTC a stali se její 5. dlouhodobou posádkou. A zároveň první, jejímž úkolem nebylo dokončení montáže a propojení modulů a systémů TSS, a místo toho se měla plně soustředit na vědecký a výzkumně-vývojový program. Let trval pět měsíců – Šen-čou 16 se od stanice odpojila 30. října 2023 v 12:37 UTC a poté 31. října 2023 v 00:11:32 UTC dosedla v přistávací oblasti Dongfeng v čínské autonomní oblasti Vnitřní Mongolsko.